# American University of Paris
Pour les articles homonymes, voir AUP.
L'American University of Paris (AUP, « Université américaine de Paris »), est un établissement privé d'enseignement supérieur fondé en 1962, spécialisé en sciences humaines et sociales[réf. souhaitée]. Ses locaux sont situés au no 5 du boulevard de La Tour-Maubourg dans le 7e arrondissement de Paris. 

## Historique

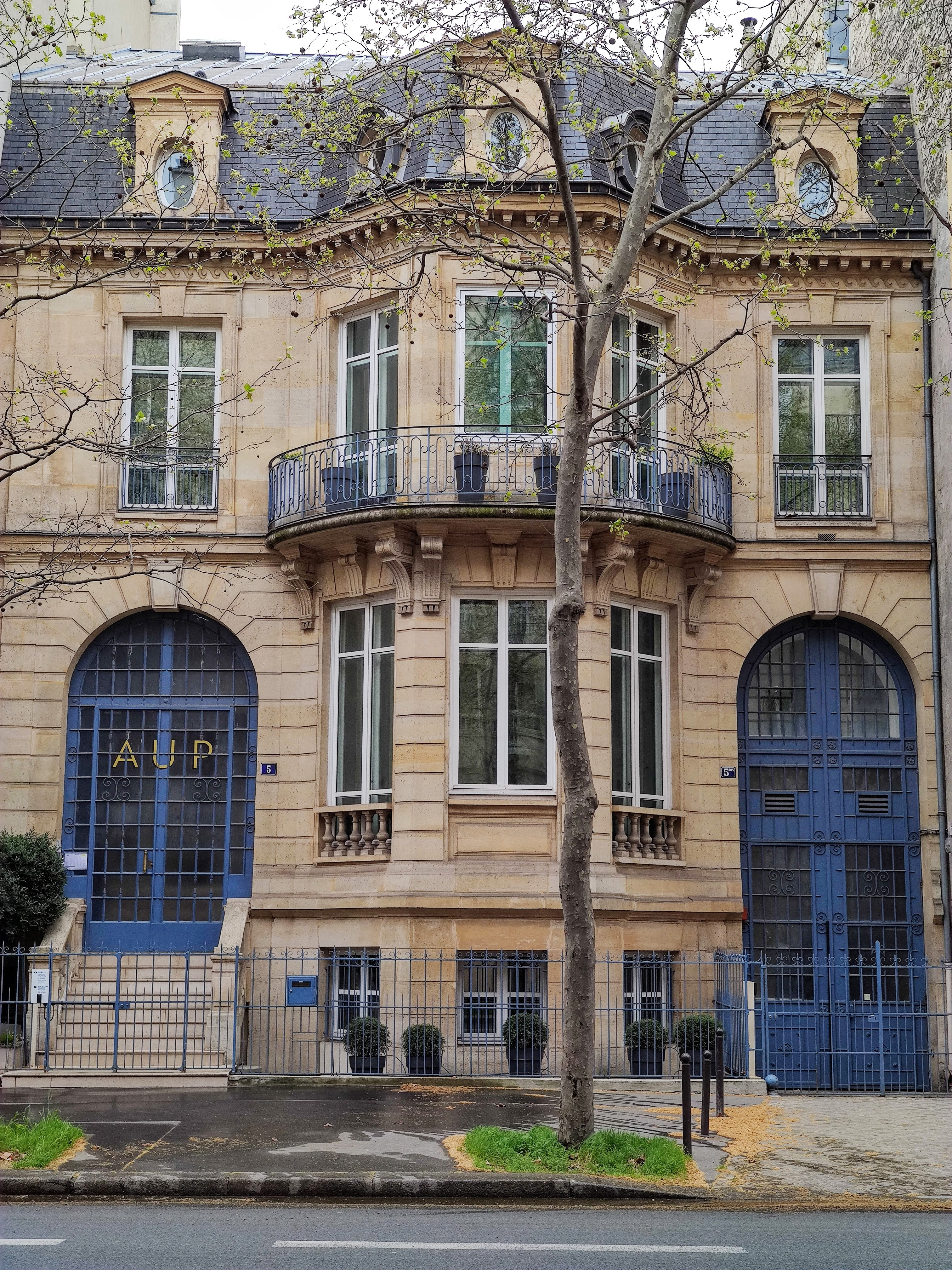
Site 5 boulevard de La Tour-Maubourg (Paris).

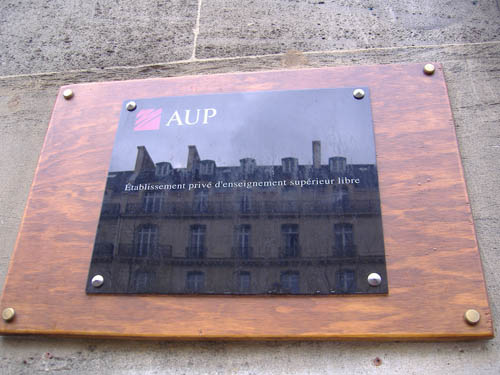
Plaque apposée à l'entrée de l'AUP.

En 1962 est créé The American College in Paris (ACP), premier établissement d’enseignement supérieur en Europe à destination des étudiants américains qui vivent sur le continent et qui veulent poursuivre leurs études sur le modèle américain. Un ancien fonctionnaire du département d'État des États-Unis, Lloyd DeLamater, en est le fondateur et le premier président.
En 1988, l’ACP devient The American University of Paris.
En 1989, l'AUP accueille environ mille étudiants, dont 50 % sont Américains, 20 % Français et 30 % proviennent de 65 nations différentes.

## Formation

### Enseignement linguistique
À l’AUP, l’enseignement est dispensé en anglais. L’étudiant dont l’anglais n’est pas la langue maternelle doit passer un examen de niveau de langue au moment du dépôt de son dossier. Si son niveau est insuffisant, il a la possibilité de suivre des programmes de mise à niveau adaptés qui sont comptabilisés dans son cursus.

### Enseignements thématiques
En licence (« bachelor »), les enseignements sont organisés selon des modules annuels appelés « majeurs » et « mineurs » proposés dans plus de 50 domaines thématiques : 
Administration des affaires internationales ; Anthropologie socioculturelle ; Beaux-arts ; Civilisation classique ; Communication  ; Communication et société civile ; Communication politique comparée ; Culture visuelle ; Cultures du Moyen-Orient et de l'Islam ; Diversité du Moyen-Orient ; Droit international ; Économie ; Économie internationale ; Écriture créative ; Entrepreneuriat ; Études cinématographiques ; Études de mode ; Études environnementales ; Études médiévales ; Études sur le genre ; Études sur Paris ; Finance internationale ; Français ; Genre, sexualité et société ; Gestion ; Grec ancien ; Histoire ; Histoire de l'art ; Histoire, droit et société ; Informatique ; Journalisme ; Latin ; Linguistique ; Littérature comparée ; Marketing ; Marketing et management ; Mathématiques appliquées ; Mathématiques et informatique ; Philosophie ; Philosophie, politique et économie ; Politique ; Politique environnementale ; Politique internationale et comparée ; Psychologie ; Science des données ; Sciences de l'environnement ; Sciences quantitatives de l'environnement ; Statistiques ; Technologies de l'information et de la communication ; Théâtre et performance ; Théorie critique.
En master, les enseignements sont proposés dans 7 domaines : Affaires internationales ; Résolution des conflits et développement de la société civile ; Communication ; Diplomatie et droit international ; Droits de l'homme et science des données ; Gestion stratégique des marques ; Management international.

### Échanges internationaux
Dans le cadre du cursus, l’AUP propose des programmes d’échanges avec d’autres établissements universitaires. L’AUP fait également partie d’un consortium de 22 universités américaines à l'étranger. En 2010, l’AUP et l'Eugene Lang College ont conclu un partenariat universitaire.

## Organisation
L'AUP compte environ 1 000 étudiants qui représentent plus de 100 nationalités et plus de 60 langues. Les professeurs, enseignants et enseignants-chercheurs, viennent d'environ quinze pays différents. 

### Tarifs
La scolarité coûte 32 800 € par an en licence, et 29 844 € par an en master, non comptés des frais afférents (santé, etc.) et dépendant du nombre de cours suivis à chaque semestre. Une partie des étudiants obtiennent des aides financières internes et ne paie qu'une fraction des droits de scolarité.

### Statut juridique
L’AUP est une association régie par la loi du 1er juillet 1901. Elle a le statut d’établissement d’enseignement supérieur libre, enregistré auprès du rectorat de l’Académie de Paris. De plus, elle est immatriculée dans l’État du Delaware aux États-Unis et accréditée par la Commission on Higher Education of the Middle States Association of Colleges and Schools et le Delaware State Board of Education.

### Réseau des anciens élèves
Le réseau des anciens élèves comprend plus de 9 500 membres dans le monde provenant de 133 pays différents. Une équipe administrative est chargée d’animer ce réseau, un site AUP Alumni Online leur est destiné, et une lettre d'information mensuelle leur est envoyée par courriel.

### Personnalités liées à l'établissement

#### Enseignants
- Ziad Majed

#### Étudiants
- Sultan Sooud Al-Qassemi, directeur de Barjeel Geojit Securities
- Andrea Casiraghi, petit-fils de la princesse Grace Kelly de Monaco et du Prince Rainier
- KC Concepcion (en), actrice, chanteuse et ambassadrice du programme mondial contre la faim de l’ONU
- Tara Jarmon, fondatrice de la ligne éponyme de prêt-à-porter
- Adam Lippes (en), créateur de mode
- Corentine Quiniou, pilote de course professionnelle
- Daniel Rose (en), chef américain couronné par le Guide Michelin en 2000
- Shauna Sand, playmate et actrice
- Amy Sarr Fall, personnalité publique sénégalaise
- Catherine Smith (en), écrivain américain
- Michael O. Varhola (en), écrivain américain, rédacteur en chef et éditeur
- Michael Weatherly, acteur américain (NCIS)
- Reino Barack (id), co-créateur de BIMA Satria Garuda (en) (Indonésie)